# 穆索爾斯基峰
71°29′S 73°22′W / 71.483°S 73.367°W
穆索爾斯基峰（英語：Mussorgsky Peaks）是南極洲的山峰，位於亞歷山大一世島西南部，處於格里格山西北面，海拔高度約500米，以俄羅斯作曲家莫傑斯特·彼得羅維奇·穆索爾斯基命名。